# Második Ponta-kormány
A második Ponta-kormány Románia kormánya volt, amely 2012. december 21-től 2014. március 4-ig volt hivatalban.

## Kormányösszetétel
2012. december 21-től:
| Név | Hivatal kezdete     | Hivatal vége        | Párt           | Megjegyzés     |
| Miniszterelnök                                                                                             | Miniszterelnök      | Miniszterelnök      | Miniszterelnök | Miniszterelnök |
| --- | ------------------- | ------------------- | -------------- | -------------- |
| Victor Ponta                                                                                               | 2012. december 21.  | 2014. március 4.    | PSD            | pártelnök      |
| Pénzügyminiszter (egyben miniszterelnök-helyettes)                                                         |                     |                     |                |                |
| Daniel Chițoiu                                                                                             | 2012. december 21.  | 2014. február 6.    | PNL            |                |
| Victor Ponta mint kormányfő ideiglenesen                                                                   | 2014. február 6.    | 2014. március 4.    | PSD            | pártelnök      |
| Területvédelmet és a nemzetbiztonságot felügyelő miniszterelnök-helyettes                                  |                     |                     |                |                |
| Gabriel Oprea                                                                                              | 2012. december 21.  | 2014. március 4.    | UNPR           |                |
| Közigazgatási és regionális fejlesztési miniszter (egyben miniszterelnök-helyettes)                        |                     |                     |                |                |
| Liviu Dragnea                                                                                              | 2012. december 21.  | 2014. március 4.    | PSD            |                |
| Külügyminiszter                                                                                            |                     |                     |                |                |
| Titus Corlățean                                                                                            | 2012. december 21.  | 2014. március 4.    | PSD            |                |
| Belügyminiszter                                                                                            |                     |                     |                |                |
| Radu Stroe                                                                                                 | 2012. december 21.  | 2014. január 23.    | PNL            |                |
| Gabriel Oprea miniszterelnök-helyettes ideiglenesen                                                        | 2014. január 23.    | 2014. március 4.    | UNPR           |                |
| Igazságügy-miniszter                                                                                       |                     |                     |                |                |
| Mona Pivniceru                                                                                             | 2012. december 21.  | 2013. március 27.   | pártonkívüli   |                |
| Victor Ponta mint kormányfő ideiglenesen                                                                   | 2013. március 28.   | 2013. április 14.   | PSD            | pártelnök      |
| Robert Cazanciuc                                                                                           | 2013. április 15.   | 2014. március 4.    | pártonkívüli   |                |
| Gazdasági miniszter                                                                                        |                     |                     |                |                |
| Varujan Vosganian                                                                                          | 2012. december 21.  | 2013. október 7.    | PNL            |                |
| Daniel Chițoiu mint pénzügyminiszter ideiglenesen                                                          | 2013. október 8.    | 2013. október 16.   | PNL            |                |
| Andrei Gerea                                                                                               | 2013. október 17.   | 2014. február 7.    | PNL            |                |
| Constantin Niță tárca nélküli miniszter ideiglenesen                                                       | 2014. február 7.    | 2014. március 4.    | PSD            |                |
| Nemzetvédelmi miniszter                                                                                    |                     |                     |                |                |
| Mircea Dușa                                                                                                | 2012. december 21.  | 2014. március 4.    | PSD            |                |
| Hírközlési miniszter                                                                                       |                     |                     |                |                |
| Dan Nica                                                                                                   | 2012. december 21.  | 2014. március 4.    | PSD            |                |
| Európai alapok lehívásáért felelős miniszter                                                               |                     |                     |                |                |
| Eugen Teodorovici                                                                                          | 2012. december 21.  | 2014. március 4.    | PSD            |                |
| Közoktatásügyi miniszter                                                                                   |                     |                     |                |                |
| Remus Pricopie                                                                                             | 2012. december 21.  | 2014. március 4.    | PSD            |                |
| Környezetvédelmi és éghajlat-változási miniszter                                                           |                     |                     |                |                |
| Rovana Plumb                                                                                               | 2012. december 21.  | 2014. március 4.    | PSD            |                |
| Ifjúsági és sportminiszter                                                                                 |                     |                     |                |                |
| Nicolae Bănicioiu                                                                                          | 2012. december 21.  | 2014. március 4.    | PSD            |                |
| Egészségügyi miniszter                                                                                     |                     |                     |                |                |
| Eugen Nicolăescu                                                                                           | 2012. december 21.  | 2014. február 26.   | PNL            |                |
| Nicolae Bănicioiu mint sportminiszter ideiglenesen                                                         | 2014. február 26.   | 2014. március 4.    | PSD            |                |
| Művelődési miniszter                                                                                       |                     |                     |                |                |
| Daniel Barbu                                                                                               | 2012. december 21.  | 2014. február 26.   | PNL            |                |
| Mihnea Costoiu tárca nélküli miniszter ideiglenesen                                                        | 2014. február 26.   | 2014. március 4.    | PSD            |                |
| Közlekedési miniszter                                                                                      |                     |                     |                |                |
| Relu Fenechiu                                                                                              | 2012. december 21.  | 2013. július 12.    | PNL            |                |
| Victor Ponta mint kormányfő ideiglenesen                                                                   | 2013. július 13.    | 2013. augusztus 25. | PSD            | pártelnök      |
| Ramona Mănescu                                                                                             | 2013. augusztus 26. | 2014. február 26.   | PNL            |                |
| Dan Șova tárca nélküli miniszter ideiglenesen                                                              | 2014. február 26.   | 2014. március 4.    | PSD            |                |
| Munkaügyi, családügyi, szociális és idősügyi miniszter                                                     |                     |                     |                |                |
| Mariana Câmpeanu                                                                                           | 2012. december 21.  | 2014. február 26.   | PNL            |                |
| Doina Pană tárca nélküli miniszter ideiglenesen                                                            | 2014. február 26.   | 2014. március 4.    | PSD            |                |
| Mezőgazdasági és vidékfejlesztési miniszter                                                                |                     |                     |                |                |
| Daniel Constantin                                                                                          | 2012. december 21.  | 2014. március 4.    | PC             |                |
| Vízügyi, erdészeti és halászati ügyekért felelős tárca nélküli miniszter                                   |                     |                     |                |                |
| Lucia Varga                                                                                                | 2012. december 21.  | 2014. február 26.   | PNL            |                |
| Rovana Plumb mint környezetvédelmi miniszter ideiglenesen                                                  | 2014. február 26.   | 2014. március 4.    | PSD            |                |
| Energiaügyekért felelős tárca nélküli miniszter                                                            |                     |                     |                |                |
| Constantin Niță                                                                                            | 2012. december 21.  | 2014. március 4.    | PSD            |                |
| Turizmusért, a kis- és középvállalkozásokért felelős tárca nélküli miniszter                               |                     |                     |                |                |
| Maria Grapini                                                                                              | 2012. december 21.  | 2014. március 4.    | PC             |                |
| Parlamenti kapcsolatokért felelős tárca nélküli miniszter                                                  |                     |                     |                |                |
| Mihai Voicu                                                                                                | 2012. december 21.  | 2014. február 26.   | PNL            |                |
| Robert Cazanciuc mint igazságy-miniszter ideiglenesen                                                      | 2014. február 26.   | 2014. március 4.    | pártonkívüli   |                |
| A román diaszpórával való kapcsolattartásért felelős tárca nélküli miniszter                               |                     |                     |                |                |
| Cristian David                                                                                             | 2012. december 21.  | 2014. február 26.   | PNL            |                |
| Titus Corlățean mint külügyminiszter ideiglenesen                                                          | 2014. február 26.   | 2014. március 4.    | PSD            |                |
| Költségvetésért felelős tárca nélküli miniszter                                                            |                     |                     |                |                |
| Liviu Voinea                                                                                               | 2012. december 21.  | 2014. március 4.    | PSD            |                |
| Nemzeti infrastrukturális projektekért és külföldi beruházásokért felelős tárca nélküli miniszter          |                     |                     |                |                |
| Dan Șova                                                                                                   | 2012. december 21.  | 2014. március 4.    | PSD            |                |
| A felsőoktatásért, a tudományos kutatásért és a technológiai fejlesztésért felelős tárca nélküli miniszter |                     |                     |                |                |
| Mihnea Costoiu                                                                                             | 2012. december 21.  | 2014. március 4.    | PSD            |                |
| Társadalmi párbeszédért felelős tárca nélküli miniszter                                                    |                     |                     |                |                |
| Doina Pană                                                                                                 | 2012. december 21.  | 2014. március 4.    | PSD            |                |

## Története

### Megalakulása
A második Ponta-kormány a 2012. decemberi választások után alakult meg a fölényesen győztes Szociálliberális Uniót (USL) alkotó pártok jelöltjeiből. A miniszterelnök a szociáldemokrata párti Victor Ponta lett, aki már a választások előtt is ezt a tisztséget töltötte be. 2012. december 21-én a romániai parlament két házának együttes ülésén kapott bizalmat a kormány 402 szavazattal 120 ellenében.
A második Ponta-kormány sem mentes a diplomabotrányoktól (az első kormányból többen lemondtak emiatt). Az oktatási miniszter, Remus Pricopie kapcsán röppent fel karácsonykor a hír, hogy önéletrajzában egy rendezvényen való részvételről szóló igazolást felsőfokú képzést igazoló diplomaként tüntetett fel. Remus Pricopie, akárcsak elődei nem tartják Pontát plagizálónak.

### A kormány összetételének változása
2013 márciusában távozott az Igazságügyi Minisztérium éléről Monica Pivniceru, mivel kinevezték a román alkotmánybíróság bírájává. Igeigelenesen a tárcát Victor Ponta kormányfő vette át, és Robert Cazanciuc áprilisi beiktatásáig vezette. Rövid mandátuma alatt kompromisszumot kötött az államfővel az új legfőbb ügyész és korrupcióellenes főügyész kinevezésének tekintetében, ami viszont feszültséget okozott közte és a koalícióban részt vevő liberálisok között. Még ugyanezen év októberében Varujan Vosganian gazdasági miniszter távozott a kormányból, annak ellenére, hogy a szenátus nagy többséggel elutasította a Szervezett Bűnözés és Terrorizmus Ellenes Igazgatóság (románul Direcția de Investigare a Infracțiunilor de Criminalitate Organizată și Terorism, DIICOT) kérelmét, amelyben bűnvádi eljárás jóváhagyását kérte ellene. Helyét ideiglenesen Daniel Chițoiu helyettes miniszterelnök vette át, majd a képviselőház liberális frakciójának vezetője, Andrei Gerea került a Gazdasági Minisztérium élére.
Korrupciós botrányba keveredett a közlekedési miniszter is, Relu Fenechiu, aki még júliusban, azért volt kénytelen távozni hivatalából, mert öt év letöltendő szabadságvesztésre ítélte a legfelsőbb bíróság, abban a perben, amelyet különösen nagy kárt okozó hivatali visszaélésben való bűnrészesség miatt 2012-ben indított ellene és több társa ellen az Országos Korrupcióellenes Igazgatóság (Direcția Națională Anticorupție, DNA). Az ügyvivő tárcavezető ismét Ponta miniszterelnök lett. A miniszterelnök és az államfő közti hosszas politikai huzavona után a liberálisok a jogász végzettségű Ramona Mănescu európai parlamenti képviselőt jelölték a tárca élére, aki augusztus 26-án tette le hivatali esküjét. Băsescu államfő azért késleltette az új tárcavezető kinevezését, hogy a miniszterelnöknek kelljen magára vállalnia az államvasutak teherszállító részlegének (CFR Marfă) magánosításával kapcsolatos döntés politikai felelősségét.
A 2014-es év sem volt mentes a minisztercserétől. Január 23-án Radu Stroe belügyminiszter jelentette be lemondását, a három nappal korábbi, halálos áldozatokkal járó epülőbaleset mentési munkálatainak hiányosságai miatt. 20-án, Kolozsvár közelében kényszerleszállást hajtott végre egy BN–2 Islander típusú kisrepülőgép – a fedélzeten négy orvossal és egy ápolóval –, ám a mentőcsapatok késlekedése miatt két ember életét vesztette. Majd később, február 6-án Daniel Chițoiu liberális pénzügyminiszter jelentette be távozását, másnap pedig a gazdasági miniszter, Andrei Gerea lépett ki a kormányból.
A Nemzeti Liberális Párt (PNL) hét minisztere lépett ki a kormányból február 26-án, ezzel az egészségügyi, a munkaügyi, a közlekedési, a kulturális miniszteri tisztség ürült meg, valamint a vízügyi és erdészeti, a parlamenti kapcsolatokért felelős, illetve a határon túli románokért felelős tárca nélküli miniszteri posztról távoztak a liberálisok. A funkciót a szociáldemokrata párt tárcavezetői vették át. A Szociálliberális Unió (USL) február eleje óta vitázó pártjai nem tudtak megegyezni a kormány szerkezetének átalakításáról és a megüresedett miniszteri tisztségek elosztásáról. A kormányfő – az USL két kis pártjának felhatalmazásával – tárgyalásokba kezdett kormánya támogatásáról a parlamenti erőkkel, köztük a Romániai Magyar Demokrata Szövetséggel (RMDSZ). Március 3-án aláírták az új kormánykoalíció pártjai a közös kormányzást lehetővé tevő politikai megállapodást, ezzel 5-én létrejöhetett a harmadik Ponta-kormány.

## Külső hivatkozások
- A romániai kormány honlapja (románul, angolul, és franciául)
- A második Ponta-kormány programja (románul)
- Felbomlott a román kétharmad – Kitekintő, 2014. február 26.